# Neuroperlopsis patris
Neuroperlopsis patris is een steenvlieg uit de familie Eustheniidae. De wetenschappelijke naam van de soort is voor het eerst geldig gepubliceerd in 1960 door Illies.